# Estialescq
Estialescq (en béarnais Estialesc ou Estialés) est une commune française, située dans le département des Pyrénées-Atlantiques en région Nouvelle-Aquitaine.

## Géographie

### Localisation
La commune d'Estialescq se trouve dans le département des Pyrénées-Atlantiques, en région Nouvelle-Aquitaine.
Elle se situe à 26,1 km par la route de Pau, préfecture du département, et à 7,3 km d'Oloron-Sainte-Marie, sous-préfecture.
Les communes les plus proches sont : 
Escout (3,4 km), Précilhon (3,6 km), Goès (4,0 km), Escou (4,4 km), Estos (5,0 km), Oloron-Sainte-Marie (5,3 km), Ledeuix (5,6 km), Cardesse (5,6 km).
Sur le plan historique et culturel, Estialescq fait partie de la province du Béarn, qui fut également un État et qui présente une unité historique et culturelle à laquelle s’oppose une diversité frappante de paysages au relief tourmenté.

### Communes limitrophes
Les communes limitrophes sont  Escout, Goès, Lasseube, Monein et Précilhon.
|      | Monein     |          |
| Goès | Estialescq | Lasseube |
|      | Précilhon  | Escout   |

### Hydrographie

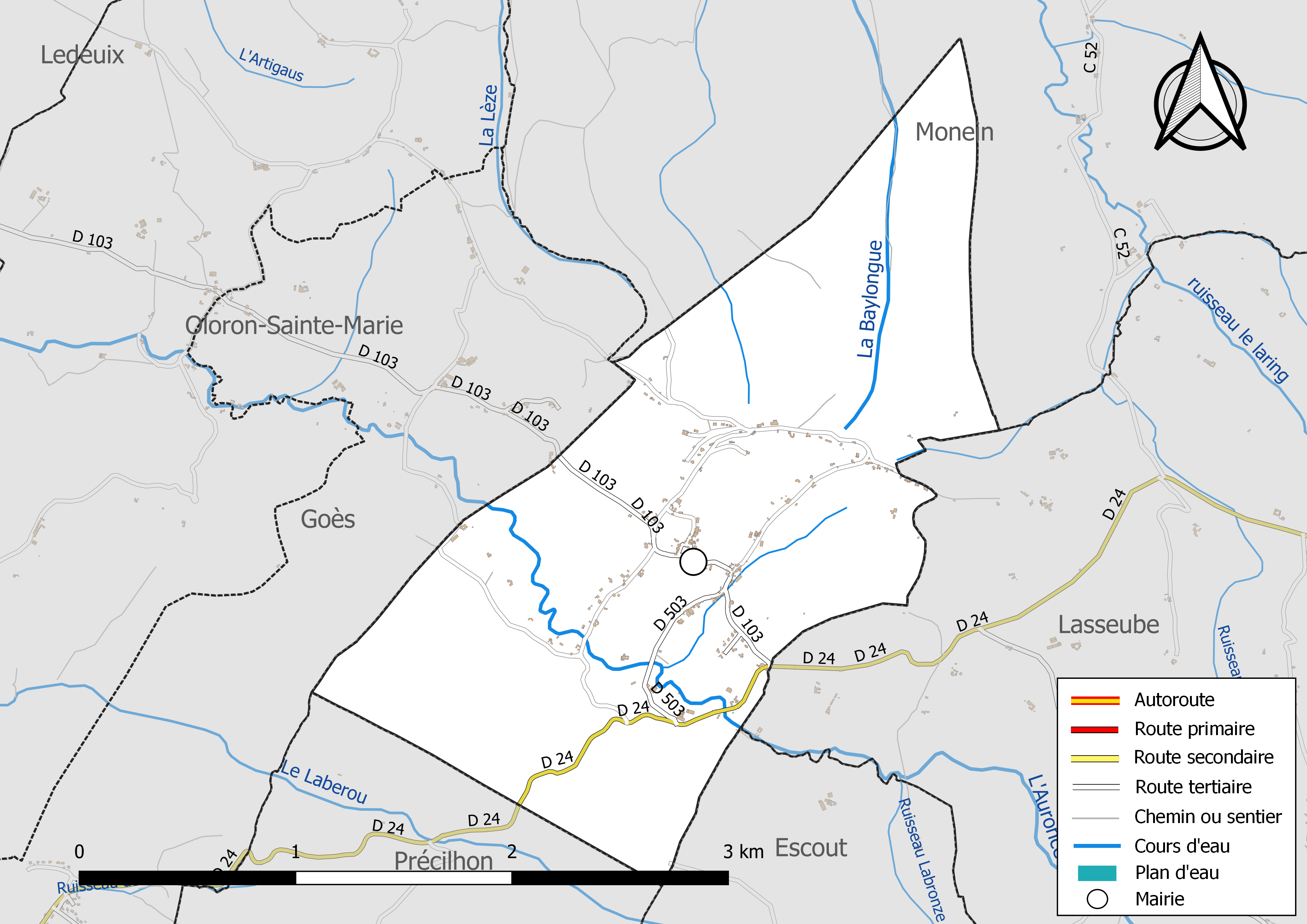
Réseaux hydrographique et routier d'Estialescq.

La commune est drainée par la Baylongue, l'Auronce et par divers petits cours d'eau, constituant un réseau hydrographique de 5 km de longueur totale,.
La Baylongue, d'une longueur totale de 11,3 km, prend sa source dans la commune d'Estialescq et s'écoule du sud vers le nord. Elle traverse la commune et se jette dans la Baysère à Cuqueron, après avoir traversé 3 communes.
L'Auronce, d'une longueur totale de 22 km, prend sa source dans la commune de Lasseube et s'écoule d'est en ouest. Il traverse la commune et se jette dans le gave d'Oloron à Saucède, après avoir traversé 10 communes.

### Climat
Pour des articles plus généraux, voir Climat de la Nouvelle-Aquitaine et Climat des Pyrénées-Atlantiques.
Historiquement, la commune est exposée à un climat de montagne.  
En 2020, Météo-France publie une typologie des climats de la France métropolitaine dans laquelle la commune est toujours exposée à un climat de montagne et est dans la région climatique Pyrénées atlantiques, caractérisée par une pluviométrie élevée (>1 200 mm/an) en toutes saisons, des hivers très doux (7,5 °C en plaine) et des vents faibles.
Pour la période 1971-2000, la température annuelle moyenne est de 12,7 °C, avec une amplitude thermique annuelle de 14 °C. Le cumul annuel moyen de précipitations est de 1 313 mm, avec 11,5 jours de précipitations en janvier et 8,7 jours en juillet. Pour la période 1991-2020, la température moyenne annuelle observée sur la station météorologique la plus proche, située sur la commune d'Oloron-Sainte-Marie à 5 km à vol d'oiseau, est de 13,1 °C et le cumul annuel moyen de précipitations est de 1 491,4 mm,. Pour l'avenir, les paramètres climatiques de la commune estimés pour 2050 selon différents scénarios d’émission de gaz à effet de serre sont consultables sur un site dédié publié par Météo-France en novembre 2022.

### Milieux naturels et biodiversité

#### Réseau Natura 2000
Le réseau Natura 2000 est un réseau écologique européen de sites naturels d'intérêt écologique élaboré à partir des Directives « Habitats » et « Oiseaux », constitué de zones spéciales de conservation (ZSC) et de zones de protection spéciale (ZPS).
Deux sites Natura 2000 ont été définis sur la commune au titre de la « directive Habitats », : 
- le « gave de Pau », d'une superficie de 8 194 ha, un vaste réseau hydrographique avec un système de saligues[Note 4] encore vivace[19] ;
- « le gave d'Oloron (cours d'eau) et marais de Labastide-Villefranche », d'une superficie de 2 547 ha, une rivière à saumon et écrevisse à pattes blanches[20].

#### Zones naturelles d'intérêt écologique, faunistique et floristique
L’inventaire des zones naturelles d'intérêt écologique, faunistique et floristique (ZNIEFF) a pour objectif de réaliser une couverture des zones les plus intéressantes sur le plan écologique, essentiellement dans la perspective d’améliorer la connaissance du patrimoine naturel national et de fournir aux différents décideurs un outil d’aide à la prise en compte de l’environnement dans l’aménagement du territoire.
Une ZNIEFF de type 2 est recensée sur la commune, : 
les « coteaux et vallées "bocagères" du Jurançonnais » (20 986,16 ha), couvrant 23 communes du département.

## Urbanisme

### Typologie
Au 1er janvier 2024, Estialescq est catégorisée commune rurale à habitat dispersé, selon la nouvelle grille communale de densité à sept niveaux définie par l'Insee en 2022.
Elle est située hors unité urbaine. Par ailleurs la commune fait partie de l'aire d'attraction d'Oloron-Sainte-Marie, dont elle est une commune de la couronne,. Cette aire, qui regroupe 44 communes, est catégorisée dans les aires de moins de 50 000 habitants,.

### Occupation des sols

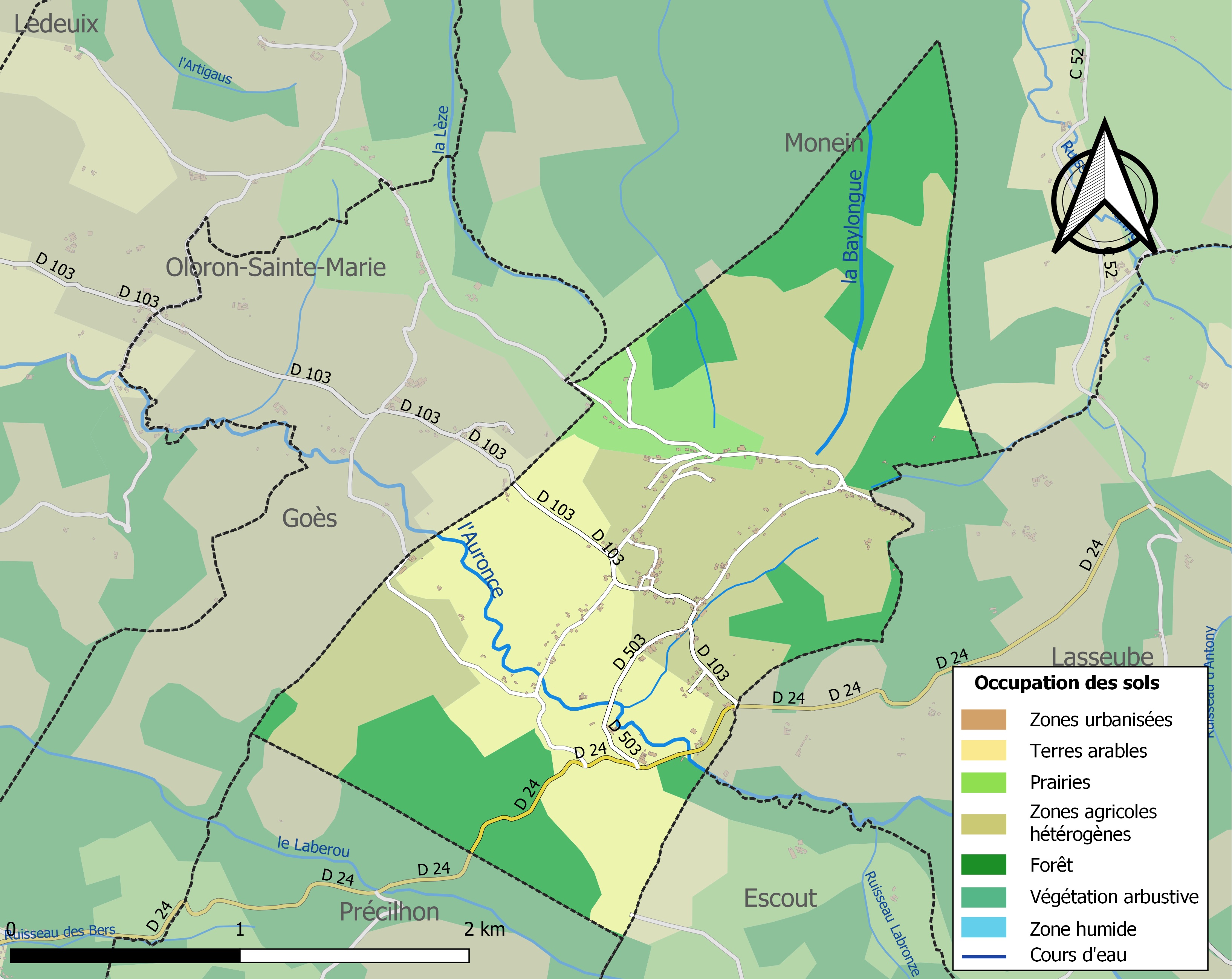
Carte des infrastructures et de l'occupation des sols de la commune en 2018 (CLC).

L'occupation des sols de la commune, telle qu'elle ressort de la base de données européenne d’occupation biophysique des sols Corine Land Cover (CLC), est marquée par l'importance des territoires agricoles (71,9 % en 2018), une proportion sensiblement équivalente à celle de 1990 (71,2 %). La répartition détaillée en 2018 est la suivante : 
zones agricoles hétérogènes (40,5 %), forêts (28,1 %), terres arables (26 %), prairies (5,4 %). L'évolution de l’occupation des sols de la commune et de ses infrastructures peut être observée sur les différentes représentations cartographiques du territoire : la carte de Cassini (XVIIIe siècle), la carte d'état-major (1820-1866) et les cartes ou photos aériennes de l'IGN pour la période actuelle (1950 à aujourd'hui).

### Lieux-dits et hameaux
- le Bois de Bas
- le Bois de Haut
- Village

### Risques majeurs
Le territoire de la commune d'Estialescq est vulnérable à différents aléas naturels : météorologiques (tempête, orage, neige, grand froid, canicule ou sécheresse), inondations et séisme (sismicité moyenne). Un site publié par le BRGM permet d'évaluer simplement et rapidement les risques d'un bien localisé soit par son adresse soit par le numéro de sa parcelle.
Certaines parties du territoire communal sont susceptibles d’être affectées par le risque d’inondation par une crue torrentielle ou à montée rapide de cours d'eau, notamment la Baylongue et l'Auronce. La commune a été reconnue en état de catastrophe naturelle au titre des dommages causés par les inondations et coulées de boue survenues en 1982, 1983, 1988, 2008, 2009 et 2011,.

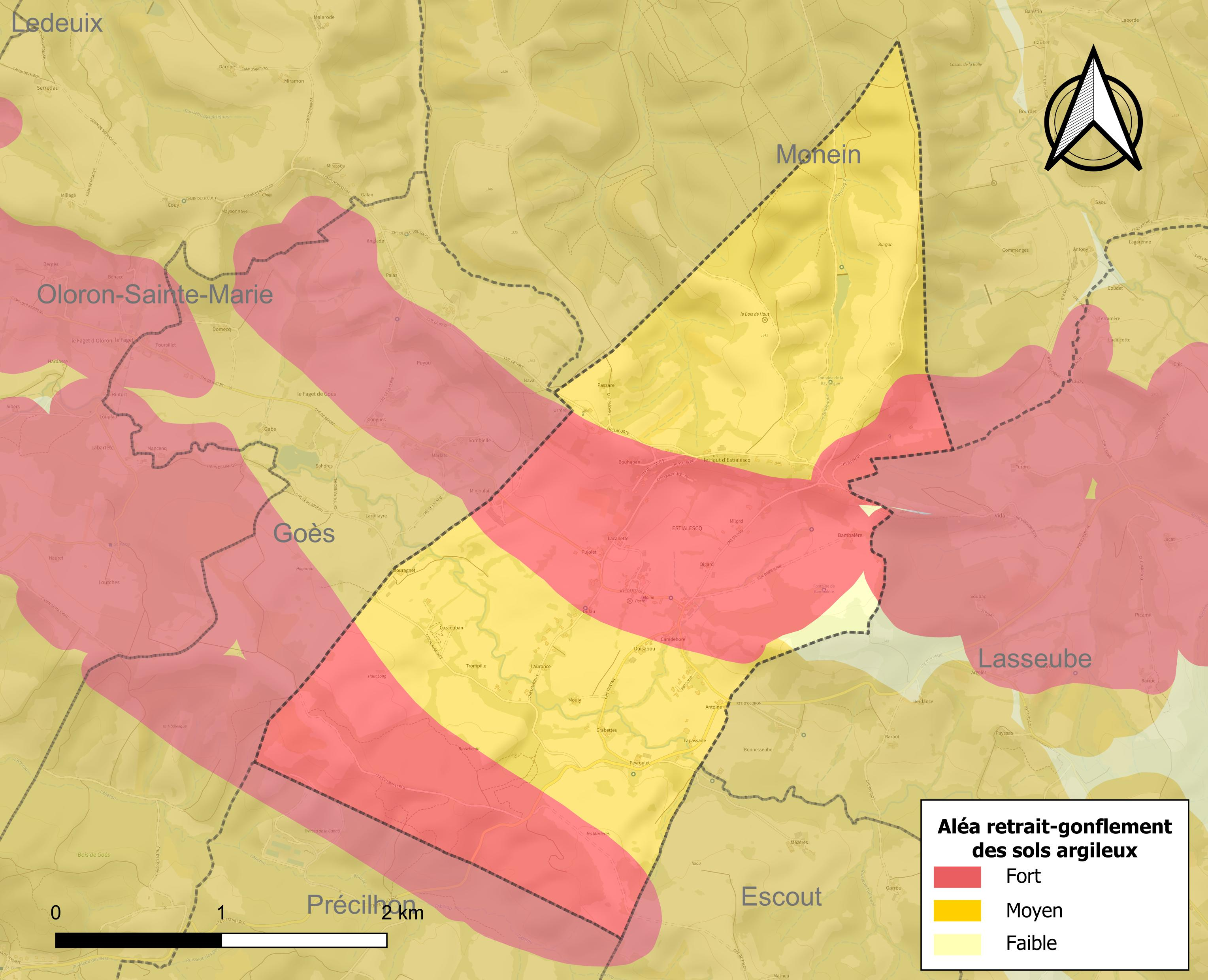
Carte des zones d'aléa retrait-gonflement des sols argileux d'Estialescq.

Le retrait-gonflement des sols argileux est susceptible d'engendrer des dommages importants aux bâtiments en cas d’alternance de périodes de sécheresse et de pluie. 98,9 % de la superficie communale est en aléa moyen ou fort (59 % au niveau départemental et 48,5 % au niveau national). Depuis le 1er octobre 2020, en application de la loi ELAN, différentes contraintes s'imposent aux vendeurs, maîtres d'ouvrages ou constructeurs de biens situés dans une zone classée en aléa moyen ou fort,.

## Toponymie
Le toponyme Estialescq apparaît sous les formes Estheles (1383, contrat de Luntz), Esquialest et Estielesc (respectivement 1385 et XIVe siècle, censier de Béarn), Esquielest (1399, contrats de Gots), Estialesc (1405, notaires de Navarrenx), Istaliecxs et Estyalescxs (respectivement 1546 et 1548, réformation de Béarn), Sanctus Vincentius d'Estialescq (1612, insinuations du diocèse d'Oloron).
Son nom béarnais est Estialesc ou Estialés.

## Histoire
En 1385, Estialescq comptait 37 feux et dépendait du bailliage d'Oloron.

## Politique et administration
| Période | Période  | Identité           | Étiquette | Qualité |
| ------- | -------- | ------------------ | --------- | ------- |
| 1995    | 2008     | François Terrabust |           |         |
| 2008    | En cours | Suzanne Sage       |           |         |

### Intercommunalité
La commune fait partie de cinq structures intercommunales :
- la Communauté de communes du Haut Béarn ;
- le SIVOM du canton de Lasseube ;
- le syndicat AEP d'Ogeu-les-Bains ;
- le syndicat d'énergie des Pyrénées-Atlantiques ;
- le syndicat de regroupement pédagogique de Goès - Estialescq.

## Population et société

### Démographie
L'évolution du nombre d'habitants est connue à travers les recensements de la population effectués dans la commune depuis 1793. Pour les communes de moins de 10 000 habitants, une enquête de recensement portant sur toute la population est réalisée tous les cinq ans, les populations de référence des années intermédiaires étant quant à elles estimées par interpolation ou extrapolation. Pour la commune, le premier recensement exhaustif entrant dans le cadre du nouveau dispositif a été réalisé en 2004.

En 2022, la commune comptait 260 habitants, en évolution de −4,06 % par rapport à 2016 (Pyrénées-Atlantiques : +3,78 %, France hors Mayotte : +2,11 %).
| 1793 | 1800 | 1806 | 1821 | 1831 | 1836 | 1841 | 1846 | 1851 |
| ---- | ---- | ---- | ---- | ---- | ---- | ---- | ---- | ---- |
| 335  | 307  | 341  | 366  | 333  | 360  | 360  | 387  | 370  |

| 1856 | 1861 | 1866 | 1872 | 1876 | 1881 | 1886 | 1891 | 1896 |
| ---- | ---- | ---- | ---- | ---- | ---- | ---- | ---- | ---- |
| 360  | 335  | 352  | 261  | 336  | 337  | 370  | 378  | 350  |

| 1901 | 1906 | 1911 | 1921 | 1926 | 1931 | 1936 | 1946 | 1954 |
| ---- | ---- | ---- | ---- | ---- | ---- | ---- | ---- | ---- |
| 310  | 284  | 286  | 251  | 262  | 249  | 238  | 190  | 249  |

| 1962 | 1968 | 1975 | 1982 | 1990 | 1999 | 2004 | 2006 | 2009 |
| ---- | ---- | ---- | ---- | ---- | ---- | ---- | ---- | ---- |
| 209  | 206  | 175  | 203  | 224  | 255  | 238  | 246  | 247  |

| 2014 | 2019 | 2022 | - | - | - | - | - | - |
| ---- | ---- | ---- | - | - | - | - | - | - |
| 268  | 260  | 260  | - | - | - | - | - | - |

La commune fait partie de l'aire d'attraction d'Oloron-Sainte-Marie.

## Économie
La commune fait partie des zones AOC du vignoble du Jurançon et du Béarn. Son économie est essentiellement agricole. Estialescq fait partie de la zone d'appellation de l'ossau-iraty.
Disparue depuis les années 1980, l'activité viticole renait en 2008 avec la plantation de vignes et l'installation du Domaine Naba.

### Revenus de la population et fiscalité
En 2011, le revenu médian par ménage était de 34 596€, ce qui plaçait Estialescq au 8 352 rang parmi les 31 886 communes de plus de 49 ménages en métropole.

### Entreprises et commerces
Une brasserie artisanale, un atelier de sculpteur sur bois et un apiculteur sont implantés dans la commune.

## Culture locale et patrimoine

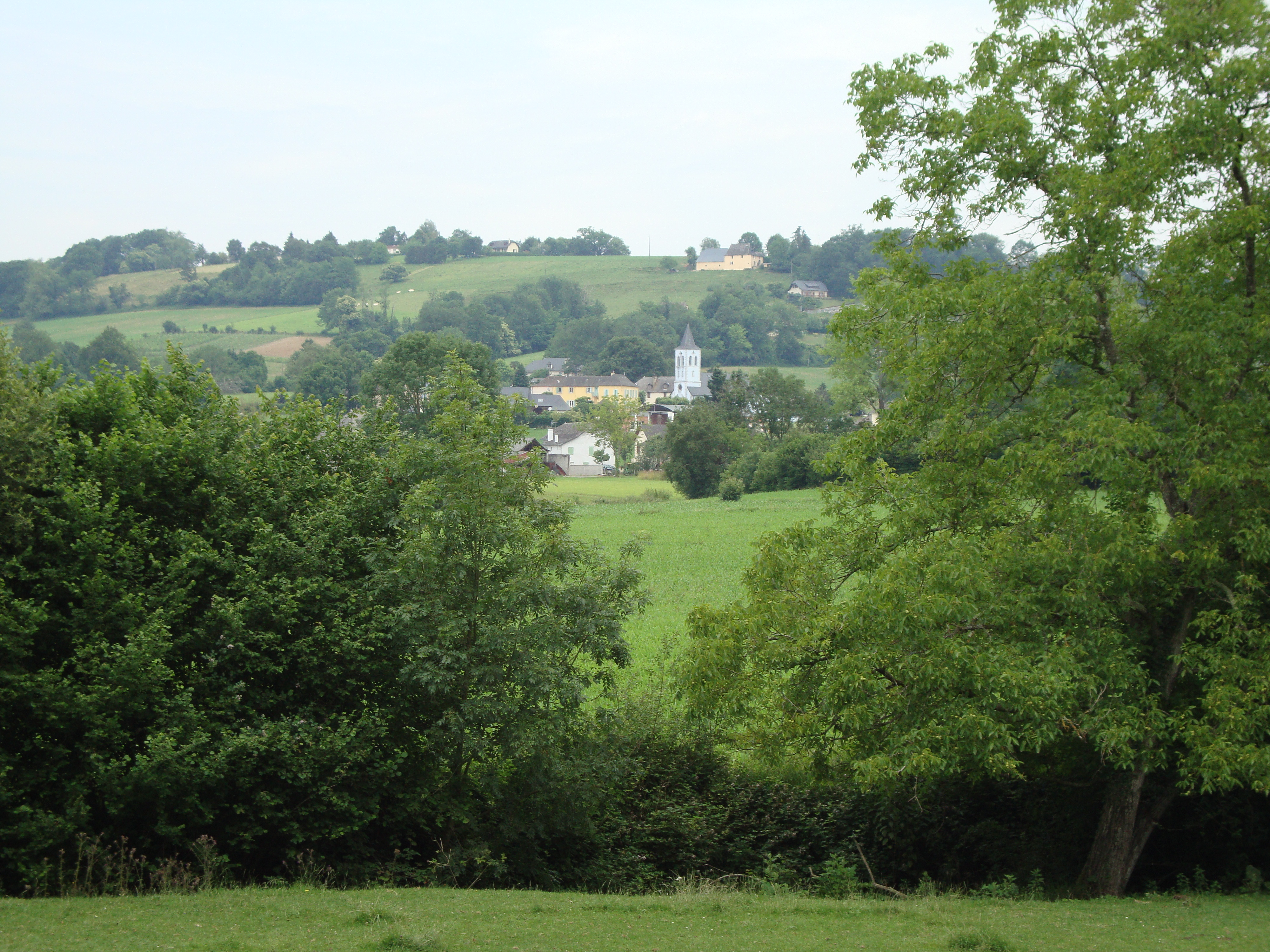
Vue d'Estialescq avec l'Auronce au premier plan.

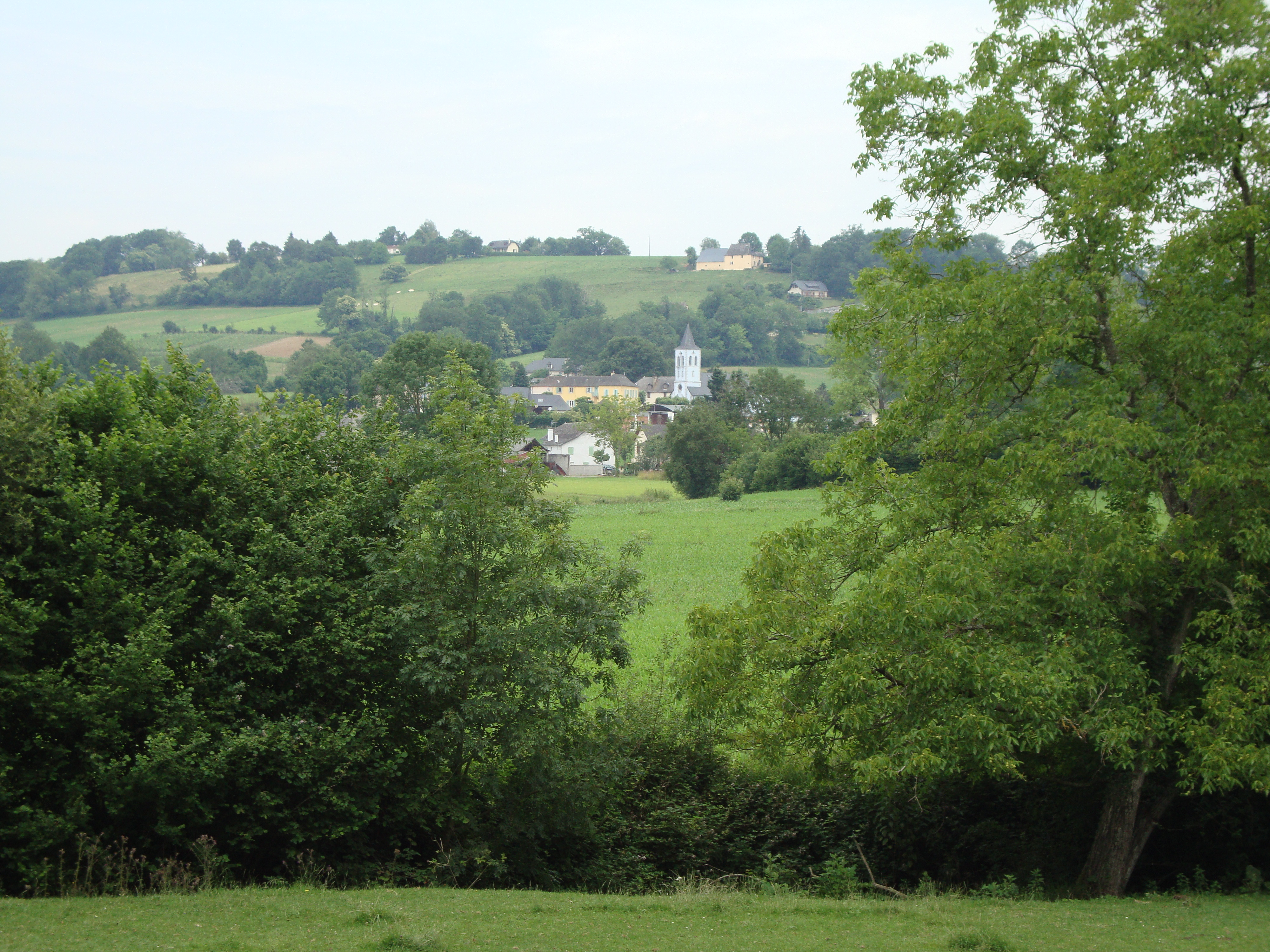
Vue d'Estialescq avec l'Auronce au premier plan.
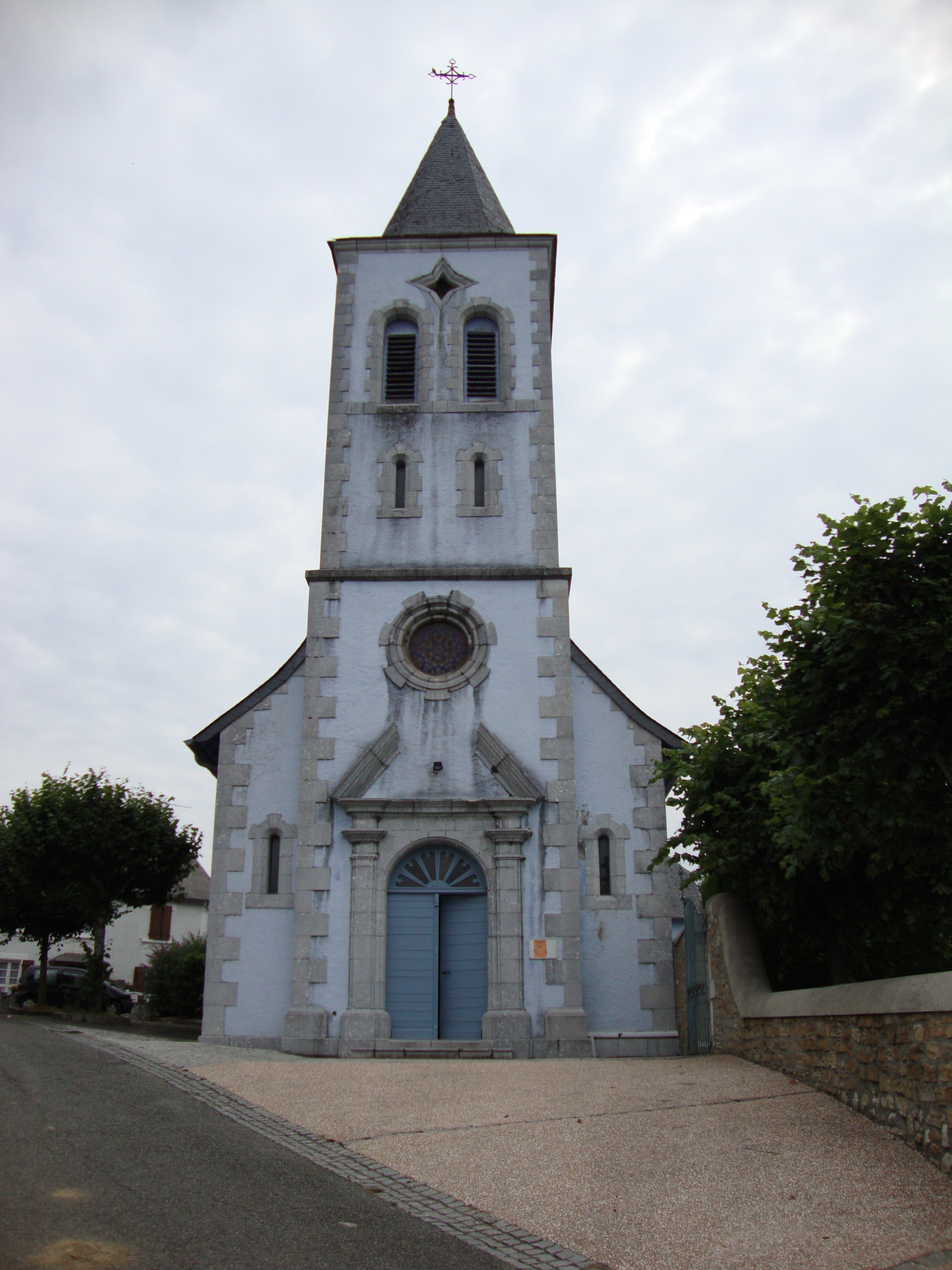
Église Saint-Vincent-Diacre, façade et tour.
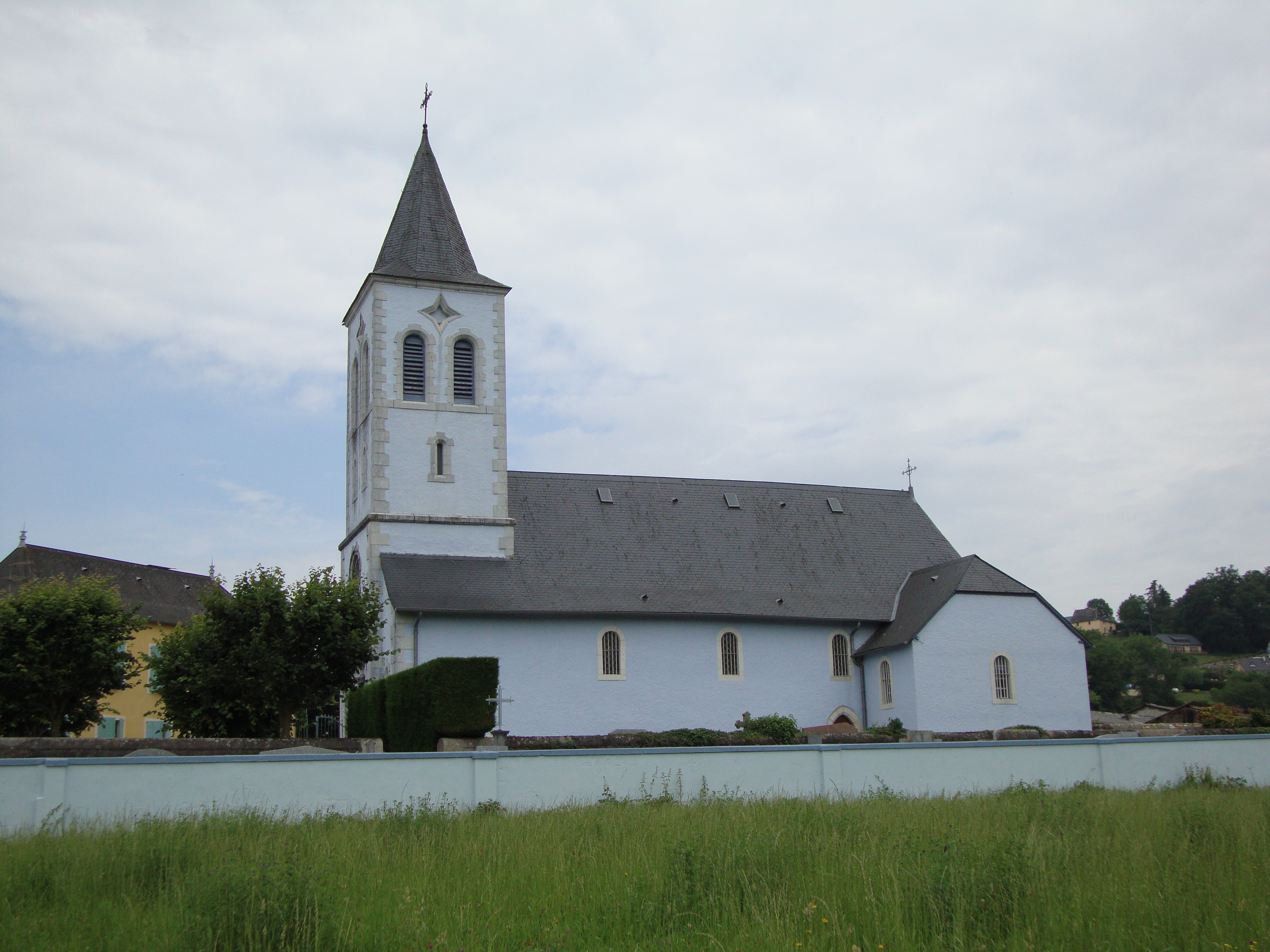
L'église, vue latérale.
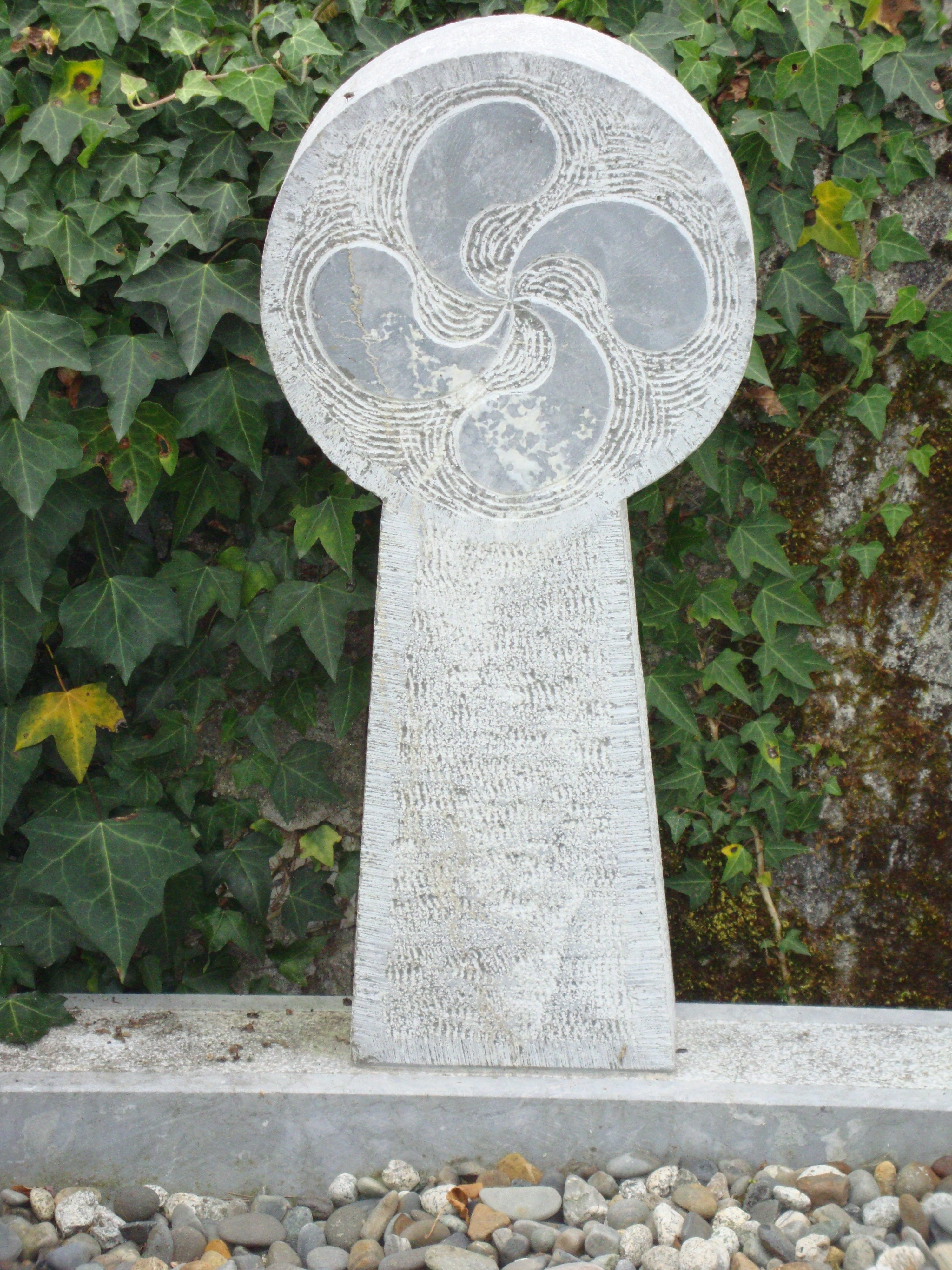
Stèle discoïdale.
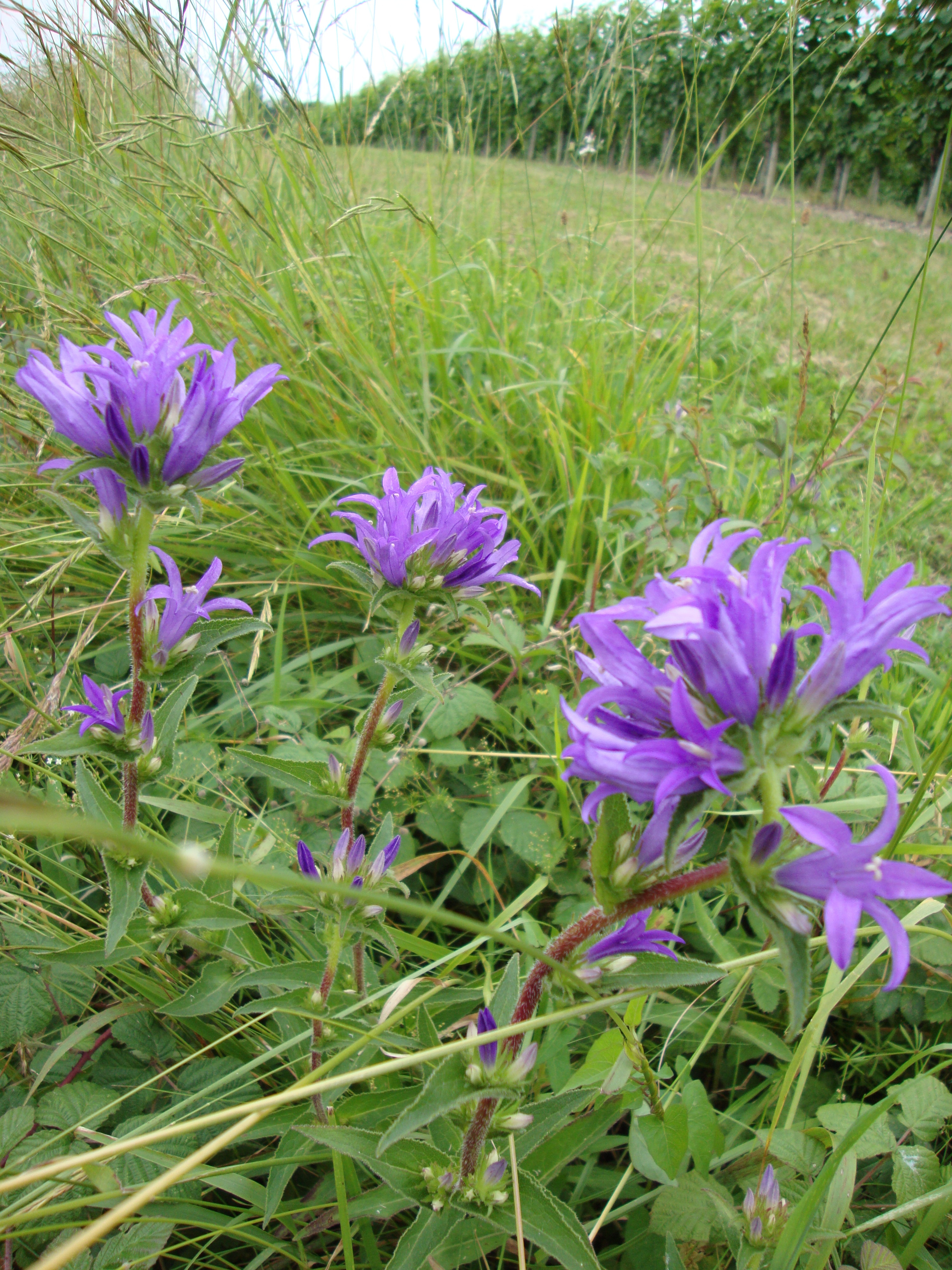
Paysage aux fleurs des champs.

### Patrimoine civil
De nombreux abreuvoirs et fontaines témoignent de l'activité agricole.
Le sentier des Marlères, sur les hauteurs du village, permet de découvrir l'ancienne activité d'extraction de la chaux et met en valeur des arbres remarquables.

### Patrimoine religieux
La commune possède une église (église Saint-Vincent-Diacre), construite en 1852 et qui se distingue par sa couleur extérieure bleue qui s'éclaircit ou s'assombrit selon l'humidité de l'air.
Le décor peint de l'abside, réalisé en 1920-1930 et attribué au peintre oloronais Victor Querillacq, représente les activités traditionnelles du village : y figurent un tonnelier avec ses outils, un vigneron pressant le raisin, une bergère et des vendangeurs. La partie supérieure du décor présente le village dominé par le pic d'Anie et le pic d'Arlas, des palombières et un rapace en vol.

## Équipements
La commune dispose d'une école primaire au sein du regroupement pédagogique intercommunal Goès-Estialescq.
Une agence postale communale est également présente.
Les équipements sportifs comprennent un terrain de football, un court de tennis et un parcours de santé extérieur.